# Amigo
Amigo var et børneprogram der blev sendt på DR fra 2004 til 2011. Det var et quizshow med Jacob Riising som vært. Deltagerne var børn, der skulle føle og lytte sig til forskellige ting.
Den sidste runde i quizzen var Præmiestien, hvor man kunne vinde en præmie. Præmierne var normalt opdelt, så der var en "god præmie" eksempelvis en tur til London, en tur med et krydstogtskib til Oslo eller et skisportssted og en dårlig som eksempelvis en gåtur i skoven, en tur på det lokale kommunebibliotek eller en tur med den lokale HT-bus.
| Fjernsyn | Spire Denne artikel om et tv-program er en spire som bør udbygges. Du er velkommen til at hjælpe Wikipedia ved at udvide den. |